# UATP
UATP (Universal Air Travel Plan) は、13の主要な航空会社が出資する法人向け旅行代金決済ネットワークで、世界中の240以上の航空・鉄道・船舶旅行会社が加盟している。UATPは 1936年に創設され、世界初のチャージカード（一括払い専用のクレジットカード）を発行した。
UATPは、PayPalやMonetaなどの決済サービスと提携しており、航空会社の旅行代金決済を代行している。
UATPは、ホテルやレンタカー業者についても加盟させて、ネットワークを拡大している。

## UATPカード

### 発行航空会社
UATPカードを発行することができるのは UATPの株主である以下の13の航空会社のみで、各航空会社や旅行会社が加盟している。
- エアリンガス - アイルランドの航空会社
- ニュージーランド航空
- アメリカン航空
- オーストリア航空
- コンチネンタル航空 - フランスの航空会社
- デルタ航空 - アメリカの航空会社
- 日本航空
- ルフトハンザドイツ航空
- カンタス航空 - オーストラリアの航空会社
- スカンジナビア航空 - スウェーデンの航空会社
- ユナイテッド航空 - アメリカの航空会社
- USエアウェイズ - アメリカの航空会社
- ヴァリグ・ブラジル航空

UATPクレジットカードの番号体系は、ISO/IEC 7812に準拠しているため、1から始まる15桁である。

### UATPカードを使用した際の精算の流れ
法人がUATPカードを使用して航空券を購入する流れの例を以下に示す。
1. UATPカードを持つ法人が、旅行会社に対して航空券を発注する。
2. 旅行会社はUATPに対してカードの信用照会を行い、法人へ航空券を納品すると同時に、売上伝票をUATPへ渡す。
3. UATPは、売上伝票をUATPカードを発行した航空会社と、発券航空会社へ渡す。
4. UATPカードを発行した航空会社は、発券航空会社に代金を立替払いした後、対象の法人に対して請求する。
5. 法人は、UATPカード発行航空会社に対して代金を支払う。

## 所在地
本部ワシントンD.C.
支部ロサンゼルス、マイアミ、サンパウロ、ジュネーヴ、北京、シンガポール、東京